# Нед Прайс
Едвард «Нед» Прайс (англ. Edward "Ned" Price; нар. 22 листопада 1982, Даллас, Техас, США) — американський політичний консультант і колишній офіцер розвідки. З 2021 року є прессекретарем Держдепартаменту США.

## Біографія
Нед Прайс народився 22 листопада 1982 року в місті Даллас, штат Техас. Його батько був адвокатом, а мати працювала в Музеї мистецтв Далласа. Закінчив Школу Святого Марка в Техасі. Він з відзнакою закінчив Джорджтаунський університет у 2005 році, де вивчав міжнародні відносини в школі дипломатичної служби. Він був керуючим редактором Georgetown Journal of International Affairs. У 2010 році отримав ступінь магістра у галузі державної політики у Школі державного управління ім. Кеннеді Гарвардського університету, де йому було присуджено стипендію державної служби (англ. Public Service Fellowship).
До 2006 року працював у консалтинговій фірмі The Cohen Group, заснованій колишнім міністром оборони США Вільямом Коеном.
У 2006 році почав працювати аналітиком розвідувальної інформації у Центральному розвідувальному управлінні (ЦРУ). Займався антитерористичною діяльністю та допомагав у підготовці щоденного президентського резюме. В 2013 став прес-секретарем ЦРУ. У 2014 році був призначений директором зі стратегічних комунікацій та помічником прессекретаря Ради національної безпеки США . Пізніше став прессекретарем і старшим директором зі стратегічних комунікацій. В 2016 був призначений спеціальним помічником 44-го президента США Барака Обами. У 2017 році звільнився із ЦРУ через небажання працювати під керівництвом 45-го президента США Дональда Трампа. Прайс написав статтю для газети The Washington Post, в якій вказав причини звільнення, серед яких були висловлювання та дії Трампа щодо розвідувального співтовариства США, призначення Трампом альтернативного правого активіста Стівена Беннона на посаду в Раді національної безпеки та політизована промова Трампа біля Меморіальної стіни ЦРУ.
З 20 січня 2021 року є Прессекретарем Державного департаменту США. Перша людина на цій посаді, що відкрито заявила про те, що він гей.
Дійсний член аналітичного центру New America. Читав лекції в університеті Джорджа Вашингтона. Колишній аналітик NBC News і колишній викладач, ад'юнкт-професор Джорджтаунського університету.